# Апил-Син
Апил-Син је био владар Прве вавилонске династије. Према доњој хронологији, владао је од 1767. до 1749. године п. н. е. 

## Владавина
Апил-Син је на престолу наследио свога оца Сабиума. Апил-Син је био деда чувеног вавилонског владара Хамурабија. Није оставио много података о својој владавини. Био је то период јачања државе Ларса и формирања коалиција између месопотамијских градова-држава. Вавилон стаје на страну коалиције против Ларсе коју су чиниле државе Урук, Исин и Рапикум. Савезништво између Рим-Сина I. На престолу га је наследио син Син-мубалит.

## Краљеви Прве вавилонске династије
| Краљ         | Владавина                                   | Коментар                                                               |
| ------------ | ------------------------------------------- | ---------------------------------------------------------------------- |
| Сумуабум     | око 1830—1817 п. н. е. (Кратка хронологија) | Оснивач дианстије                                                      |
| Суму-ла-Ел   | око 1817—1781 п. н. е.                      |                                                                        |
| Сабиум       | око 1781—1767 п. н. е.                      |                                                                        |
| Апил-Син     | око 1767—1749 п. н. е.                      |                                                                        |
| Син-мубалит  | око 1748—1729 п. н. е.                      |                                                                        |
| Хамураби     | око 1728—1686 п. н. е.                      | Царство достиже врхунац, простире се на територији читаве Месопотамије |
| Шамсу-Илуна  | око 1686—1648 п. н. е.                      |                                                                        |
| Абиешу       | око 1648—1620 п. н. е.                      |                                                                        |
| Ами-дитана   | око 1620—1583 п. н. е.                      |                                                                        |
| Ами-садука   | око 1582—1562 п. н. е.                      |                                                                        |
| Шамсу-Дитана | око 1562—1531 п. н. е.                      | Пад Вавилона                                                           |